# Audrey Tanguy
Pour les articles homonymes, voir Tanguy.
Audrey Tanguy, née le 5 janvier 1988 à Ambérieu-en-Bugey, est une coureuse d'ultra-trail française. Elle a notamment remporté deux fois la TDS.

## Biographie
Née de parents éducateurs sportifs, Audrey Tanguy vit une enfance bercée par le sport. Elle pratique le patinage artistique jusqu'à l'âge de 13 ans, puis se met au tennis pendant huit ans. En parallèle, elle pratique également la course à pied avec sa mère mais sans se frotter à la compétition. À l'age de 24 ans, poussée par son beau-père, elle s'essaie à la compétition en trail et remporte sa première course. Se sentant à l'aise sur les longues distances, elle ne tarde pas à s'essayer à l'ultra-trail,,.
Le 26 août 2017, elle remporte son premier ultra-trail en s'imposant sur la Traversée Nord de l'Échappée Belle. Elle s'impose en 15 h 44 min 54 s, battant de plus de deux heures trente sa plus proche poursuivante.
Elle se révèle sur la scène internationale en 2018. Le 29 juin, elle prend le départ des 90 km du Mont-Blanc. Elle voit la Suédoise Mimmi Kotka s'envoler en tête et filer vers la victoire. Audrey Tanguy effectue une solide course pour terminer à la deuxième place. Elle met ensuite à profit son expérience du terrain pour s'élancer avec confiance sur la TDS. Elle parvient à devancer la favorite Rory Bosio pour aller chercher la victoire. Le 18 octobre, elle retrouve à nouveau Mimmi Kotka sur la Diagonale des fous. Audrey Tanguy parvient cependant à la rattraper et passe en tête au kilomètre 115. Elle est cependant doublée par Jocelyne Pauly qui file vers la victoire. Voyant également revenir sur elle Juliette Blanchet, Audrey Tanguy parvient à conserver une marge d'avance pour assurer sa place sur la deuxième marche podium.
Le 1er mars 2019, elle se rend à Hong Kong pour participer à la TransLantau 100. Sans réelle concurrence féminine, elle domine l'épreuve et s'impose en 13 h 36 min 19 s, devançant de trois heures sa plus proche poursuivante. Elle se hisse ensuite sur la troisième marche du podium de l'Ultra Trail de l'île de Madère, puis termine deuxième du Lavaredo Ultra Trail. Tenante du titre, elle est annoncée comme favorite sur la TDS et défend avec succès son titre sur le nouveau parcours de 145 km au terme d'un duel serré avec l'Américaine Hillary Allen.
Pour pallier le manque de compétitions en 2020 durant la pandémie de Covid-19, elle se lance comme défi de réaliser la traversée des Bauges en moins de 24 heures. Le 4 juillet, elle s'élance à l'assaut des 14 sommets de plus de 2 000 mètres sur un parcours de 95 kilomètres qu'elle parvient à boucler en 23 h 43.
N'ayant jamais couru sur route, elle accepte de prendre part au Project Carbon X 100k couru en janvier sur le Wild Horse Pass Motorsports Park (en) sur invitation de son sponsor Hoka One One avec comme objectif de battre le record de France du 100 kilomètres détenu par Laurence Klein en 7 h 26 min 44 s. Elle y effectue un début de course prudent, laissant partir la favorite Camille Herron en tête. À mi-parcours, elle parvient à rattraper cette dernière et à passer en tête. Elle crée la surprise en s'offrant la victoire avec un temps de 7 h 40 min 36 s à moins de quinze minutes du record visé. En avril, elle termine troisième du Canyons 100K et décroche son ticket pour la Western States 100-Mile Endurance Run où elle se classe sixième. Le 26 septembre, elle s'élance sur le trail du Petit Ballon qui compte comme championnat de France de trail long. Voyant la favorite Blandine L'Hirondel s'envoler en tête, elle effectue une solide course pour remporter la médaille d'argent.
Le 23 avril 2022, elle s'élance aux côtés de Courtney Dauwalter sur l'Ultra Trail de l'île de Madère mais finit par lâcher cette dernière et assure sa place sur la deuxième marche du podium.
Le 12 mars 2023, elle s'élance au départ du trail du Ventoux. Faisant figure de favorite avec Camille Bruyas, les deux femmes assument leur statut et se livrent un duel en tête de course. À quatre kilomètres de l'arrivée, Audrey Tanguy accélère et parvient à faire la différence pour s'imposer.

## Palmarès
| no  | féminin            | Course                                | Longueur | Départ            | Temps            |
| --- | ------------------ | ------------------------------------- | -------- | ----------------- | ---------------- |
| 18e | Médaille de bronze | Échappée Belle - Parcours Des Crêtes  | 46 km    | 27 août 2016      | 8 h 6 min 38 s   |
| 6e  | Médaille d'or      | Échappée Belle - Traversée Nord       | 83 km    | 26 août 2017      | 15 h 44 min 54 s |
| 8e  | Médaille d'argent  | MIUT ULTRA                            | 84 km    | 28 avril 2018     | 10 h 46 min 10 s |
| 22e | Médaille d'argent  | 90 km du Mont-Blanc                   | 91 km    | 29 juin 2018      | 13 h 14 min 1 s  |
| 23e | Médaille d'or      | TDS                                   | 122 km   | 29 août 2018      | 16 h 5 min 22 s  |
| 17e | Médaille d'argent  | Diagonale des fous                    | 168 km   | 18 octobre 2018   | 29 h 23 min 25 s |
| 4e  | Médaille d'or      | TransLantau                           | 103 km   | 1er mars 2019     | 13 h 36 min 19 s |
| 20e | Médaille de bronze | Ultra Trail de l'île de Madère        | 117 km   | 27 avril 2019     | 16 h 10 min 59 s |
| 26e | Médaille d'argent  | Lavaredo Ultra Trail                  | 119 km   | 28 juin 2019      | 15 h 24 min 10 s |
| 6e  | Médaille d'or      | TDS                                   | 145 km   | 28 août 2019      | 21 h 36 min 15 s |
| 5e  | Médaille d'or      | Trans Jeju - 50 km                    | 52 km    | 12 octobre 2019   | 5 h 31 min 30 s  |
| 27e | 4e                 | Transgrancanaria                      | 127 km   | 6 mars 2020       | 16 h 59 min 16 s |
| 13e | Médaille d'argent  | Montreux Trail Festival - MXtreme     | 111 km   | 25 juillet 2020   | 17 h 2 min 43 s  |
| 52e | 10e                | Golden Trail Championship             | 110 km   | 29 octobre 2020   | 11 h 45 min 57 s |
| 19e | Médaille de bronze | The Canyons 100K                      | 100 km   | 24 avril 2021     | 10 h 35 min 52 s |
| 16e | 6e                 | Western States 100-Mile Endurance Run | 100 mi   | 26 juin 2021      | 18 h 37 min 45 s |
| 13e | Médaille d'argent  | Trail du Petit Ballon                 | 57 km    | 26 septembre 2021 | 4 h 59 min 59 s  |
| 2e  | Médaille d'or      | Maxi-Race Madeira - LONG              | 58 km    | 4 décembre 2021   | 6 h 59 min 43 s  |
| 36e | Médaille d'argent  | Trail du Ventoux                      | 47 km    | 13 mars 2022      | 4 h 36 min 33 s  |
| 19e | Médaille d'argent  | Ultra Trail de l'île de Madère        | 115 km   | 23 avril 2022     | 16 h 15 min 17 s |
| 37e | 8e                 | Championnats d'Europe de trail        | 47,39 km | 2 juillet 2022    | 4 h 30 min 4 s   |
| 55e | 6e                 | Championnats du monde de trail - Long | 78 km    | 5 novembre 2022   | 8 h 51 min 57 s  |
| 15e | Médaille d'or      | Trail du Ventoux                      | 46 km    | 12 mars 2023      | 4 h 25 min 49 s  |

## Records
| Épreuve        | Performance     | Date            | Lieu       |
| -------------- | --------------- | --------------- | ---------- |
| 10 kilomètres  | 38 min 0 s      | 11 février 2024 | Monaco     |
| 100 kilomètres | 7 h 40 min 36 s | 23 janvier 2021 | Sacramento |